# 弘一
弘一（こういつ、1880年10月23日 - 1942年10月13日）は、中華民国の詩人、禅僧、音楽教育者、芸術教育者。本名は李叔同。又名は李息霜、李岸、李良、譜名は文涛、幼名は成蹊、学名は広侯、字は息霜、別号は漱筒。法名は演音、号は弘一と晩晴老人。仏教徒には「重興南山律宗第十一代祖師」と崇められたという。

## 略歴

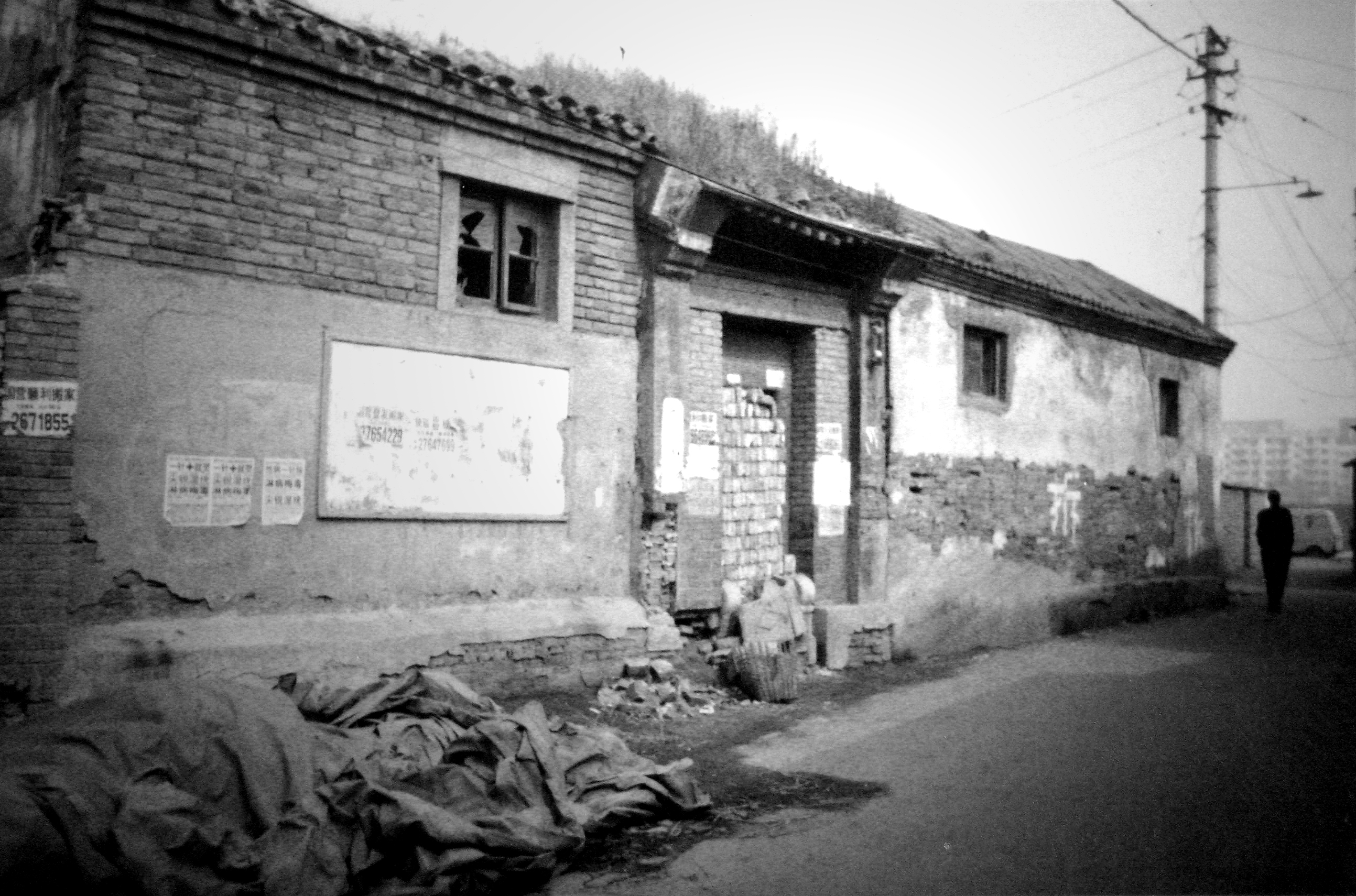
李叔同の故居。

1880年、天津に生まれる。祖父は李鋭、父の李世珍は吏部主事。李叔同の親は敬虔な仏教徒だった。
1884年（光緒10年）、5歳の時、74歳の父は病気で亡くなった。
1885年、李叔同は啓蒙教育を受け始めた。
1887年、常雲荘に師事。李叔同は四書五経、金石、書道を勉強し始めた。
1895年、16歳の時、輔仁書院に入学。
1897年（光緒23年）、日本に出国する前、李叔同は母の命令で17歳の時に茶商の娘・兪氏と結婚し子供も3人（1人は夭折）儲けた。李叔同はピアノを1台買って、音楽と作曲を始めた。李叔同は戊戌の変法を支持する。後、城南文社に入った。
1899年（光緒25年）、城南草堂に移り、袁希濂、許幻園、蔡小香、張小楼と並んで「天涯五友」と称される。画家任伯年と上海書画公会を創設。
1901年、南洋公学（現在の西安交通大学と上海交通大学の前身）経済特科班に入学、蔡元培に師事。
1903年、李叔同と許幻園、黄炎培等人は上海で「滬学会」を設立する。
1905年、李叔同の母親が病気で亡くなった。
1906年、日本の上野美術学校に留学して西洋画を学び、革命活動に関わった。（前期）文芸協会に参加した。秋、芸術団体「春柳社」を創立した。随鴎吟社に入った。

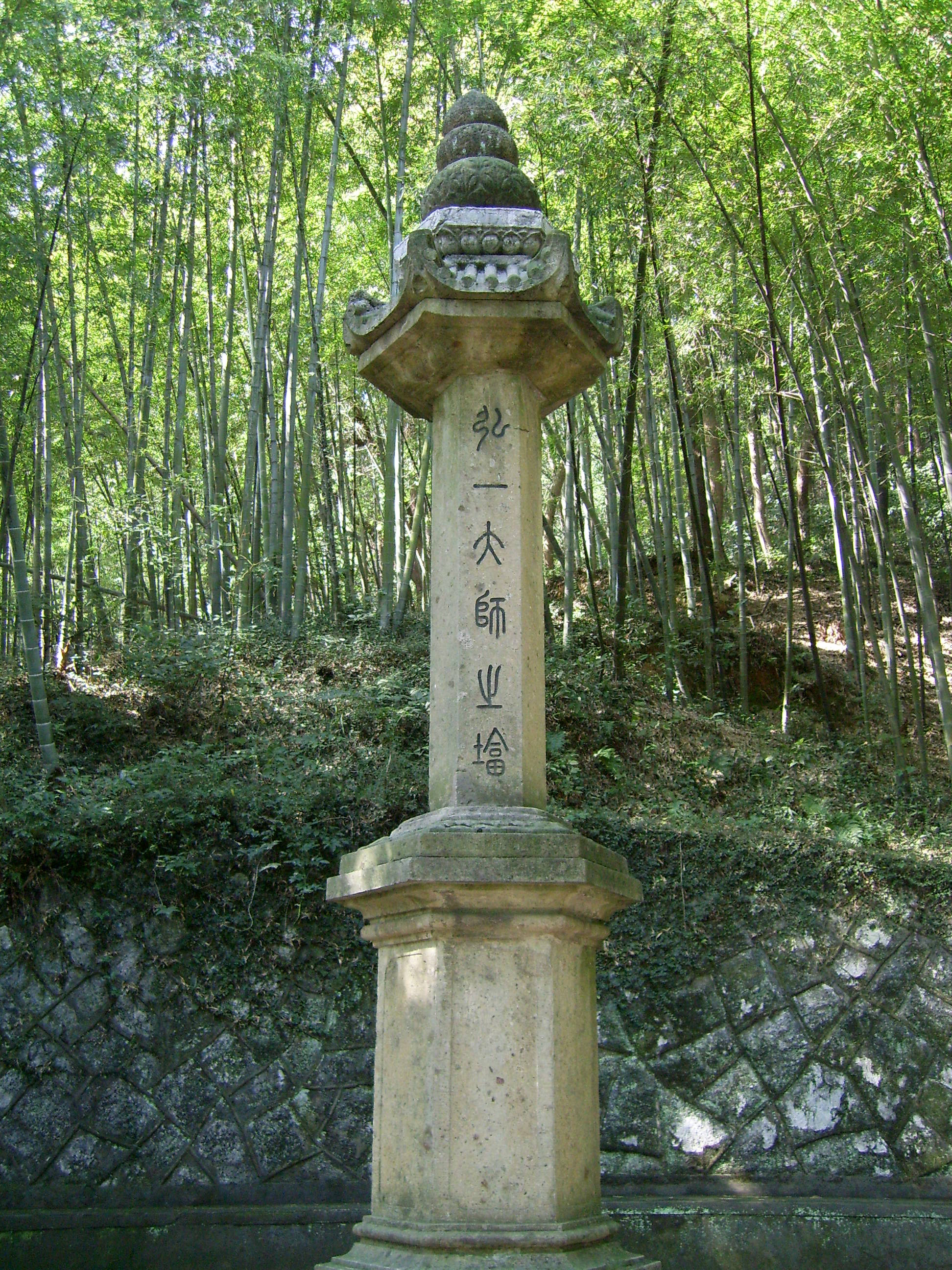
弘一の塔。

1907年（光緒33年）、春柳社が2月に『茶花女』（椿姫）を試演し成功、李叔同は主役のマルグリットを演じる。6月に正式公演として『黒奴籲天録』（アンクル・トムの小屋）を上演し大成功した。李叔同はエミリーを演じた。この公演が、中国話劇の起点とされる。またおそらくこの年「旅愁 (唱歌)」に触れ、後に「送別」の題で中国語の歌詞をつける。
1908年（光緒34年）、春柳社退社。
1911年、李叔同に日本留学中には日本女性・葉子（映画では雪子）と恋に落ちて結婚し彼女を伴って帰国している。在学中、同級生柏木正賢と仲良く、帰国して後書簡でお互いに画作の研究を行う。同年、李叔同は直隷高等工業学堂で図画教師を務めている。
1912年、城東女学教員、李叔同は文学と音楽の授業をして。南社に入った。
1914年、西泠印社に入った。と呉昌碩「楽石社」を設立する。
1915年、南京高等師範学校図画と音楽教員。寧社を設立する。
1918年、39歳で浙江省杭州の虎跑寺にて出家得度。了悟和尚に師事。9月、杭州の霊隠寺で比丘戒を受ける。
1919年、井亭庵に住した。玉泉清漣寺に移り、その後は杭州虎跑に定慧寺を建てて隠居したが、その後も霊隠寺を学ぶ。
1920年の春季、玉泉寺に住した。6月、衢州蓮花寺に移り。
1921年3月、温州慶福寺に住した。
1924年4月、三藏寺に住した。5月、普陀山印光大師に師事。
1925年、寧波七塔寺、杭州彌陀寺、定慧寺などで仏教を学ぶ。
1926年、杭州招賢寺に住した。
1927年、杭州常寂光寺に住した。7月、本来寺に移り。
1929年、廈門南普陀寺の閩南仏学院に住した。
1930年、泉州承天寺、慈溪金仙寺、温州慶福寺に仏法を宣揚する。
1931年、寧波法界寺、鎮海伏龍寺を遊学、弘一は律宗帰依する。
1933年、妙釈寺、開元寺、承天寺に仏法を宣揚する。
1934年、弘一は廈門南普陀寺の閩南仏学院で律宗教師をしている。
1935年、泉州開元寺、淨峰寺、承天寺に仏法を宣揚する。
1936年、弘一は泉州草庵で療養する。後、南普陀寺に住した。
1938年、承天寺、梅石書院、開元寺、清塵堂、漳州南山寺に仏法を宣揚する。後、温陵養老院に移り。
1939年4月、蓬壺毗峰普済寺に住した。
1940年10月、南安霊應寺に仏法を宣揚する。
1941年、晋江福林寺、泉州百原寺、開元寺に仏法を宣揚する。
1942年、泉州不二祠温陵養老院晩晴室にて示寂。

## 作品

### 音楽
- 『祖国歌』
- 『我の国』
- 『哀祖国』
- 『大中華』
- 『幽居』
- 『春遊』
- 『早秋』
- 『西湖』
- 『送別』
- 『落花』
- 『悲秋』
- 『晩鐘』
- 『月』

### 画
- 『少女』
- 『山茶花』（中央美術学院美術館蔵）
- 『李叔同自画像』（日本東京芸術大学蔵）

### 書道
弘一の書道の早期生まれ変わること魏碑、筆勢変化に富んでいる、逸宕ひらめき。後期は自成型一体、朴野清淡。

## 著名な作品
| 送別（日本語での題は『旅愁』。） |                                            |                                                                                          |
| 原文                             | 書き下し文                                 | 通釈                                                                                     |
| 長亭外、古道邊、                 | 長亭の外（はづれ）、古道の邊（あたり）     | 町外（はず）れの、古びた道（には）。                                                     |
| 芳草碧連天。                     | 芳草碧（みどり）天に連なる。               | 草花の緑が、地の果てまで続いている。                                                     |
| 晩風拂柳笛聲殘、                 | 晩風は柳を拂（はら）ひ笛聲殘（すた）りて， | 夕方に吹く風がヤナギの条（えだ）を払うかのように揺らして、笛の音はだんだんと消えて行き。 |
| 夕陽山外山。                     | 夕陽は山外の山。                           | 夕日が奥山に（沈もうとしている）。                                                       |
| 天之涯、地之角、                 | 天の涯（はて）、地の角（すみ）に，         | 天の涯（はて）、地の果て（にて）。                                                       |
| 知交半零落。                     | 知交半（なか）ば零落す。                   | 友人も、もう半ばは死んで亡くなっていよう。                                               |
| 一觚濁酒盡餘歡、                 | 一觚（こ）の 濁酒餘歡を盡（つく）せど，    | 一杯の濁醪（どぶろく）で、最後の名残の楽しみを尽くそう。                                 |
| 今宵別夢寒。                     | 今宵別夢寒からん。                         | 今夜は、別れを告げた後の眠りなので、寒々としていよう。                                   |